# Internationale Cricket-Saison 1995
Die internationale Cricket-Saison 1995 fand zwischen Mai 1995 und September 1996 statt. Als Sommersaison wurden vorwiegend Heimspiele der Mannschaften aus Europa ausgetragen.

## Überblick

### Internationale Touren
| Beginn       | Heimteam | Auswärtsteam | Resultate | Resultate | Artikel |
| Beginn       | Heimteam | Auswärtsteam | Test      | ODI       | Artikel |
| ------------ | -------- | ------------ | --------- | --------- | ------- |
| 24. Mai 1995 | England  | West Indies  | 2–2 [6]   | 2–1 [3]   | Artikel |

### Internationale Turniere (Frauen)
| Beginn        | Turnier                                    | Land   |
| ------------- | ------------------------------------------ | ------ |
| 18. Juli 1995 | Women’s European Cricket Championship 1995 | Irland |

## Nationale Meisterschaften
Aufgeführt sind die nationalen Meisterschaften der Full Member des ICC.
| Land    | First-Class                    | List A                                |
| ------- | ------------------------------ | ------------------------------------- |
| England | County Championship 1995       | National Westminster Bank Trophy 1995 |
|         | AXA Equity and Law League 1995 |                                       |
|         | Benson and Hedges Cup 1995     |                                       |